# Clapier (élevage)
Pour l’article homonyme, voir clapier.

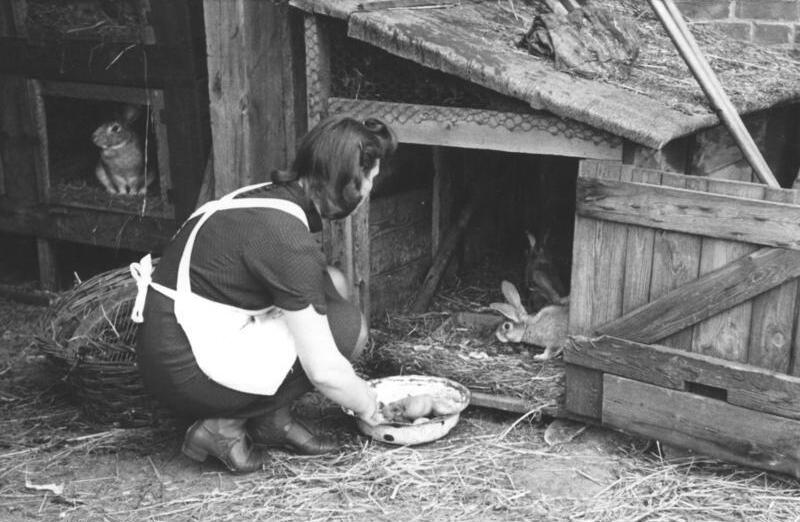
Clapier traditionnel en Europe. Ici en 1946 à Berlin.

Un clapier est une cage ou une cabane, c'est-à-dire une petite construction, où on élève des lapins domestiques ou des petits rongeurs.
Le clapier comporte habituellement plusieurs cases souvent dotées de portes grillagées, chaque case étant affectée à un lapin ou une lapine, ou à un couple selon les souhaits de l'éleveur en matière de reproduction. Il est situé généralement dans la basse-cour avec les volailles, ce qui vaut à la viande de lapin d'être souvent commercialisée avec celles-ci, chez le volailler.
Le clapier traditionnel, fabriqué par l'éleveur avec les matériaux locaux, est progressivement remplacé par des cages à base de solides éléments préfabriqués en béton, à portes grillagées, qui facilitent l'entretien requis par ces animaux.

## Origines
À l'origine et jusqu'au Moyen Âge, les lapins européens (Oryctolagus cuniculus) sauvages étaient élevés en semi liberté dans de vastes enclos, les garennes. De là vient le nom de « lapin de garenne » pour cette espèce sauvage. À cette époque un clapier désigne un terrier creusé artificiellement dans la garenne à l'intention des lapins.
C'est pour faciliter la récolte des lapereaux nouveau-nés, les laurices dont ils sont grands consommateurs en période de carême, que les moines médiévaux commencent à conserver les lapines dans de petites cases, beaucoup plus pratiques que les enclos.

## Évolution
La conception du clapier est modifiée au fil du temps pour en faciliter l'entretien, le montage ou le transport, et la résistance aux prédateurs comme le renard, grand prédateur des basses-cours.

Quelques types de clapiers
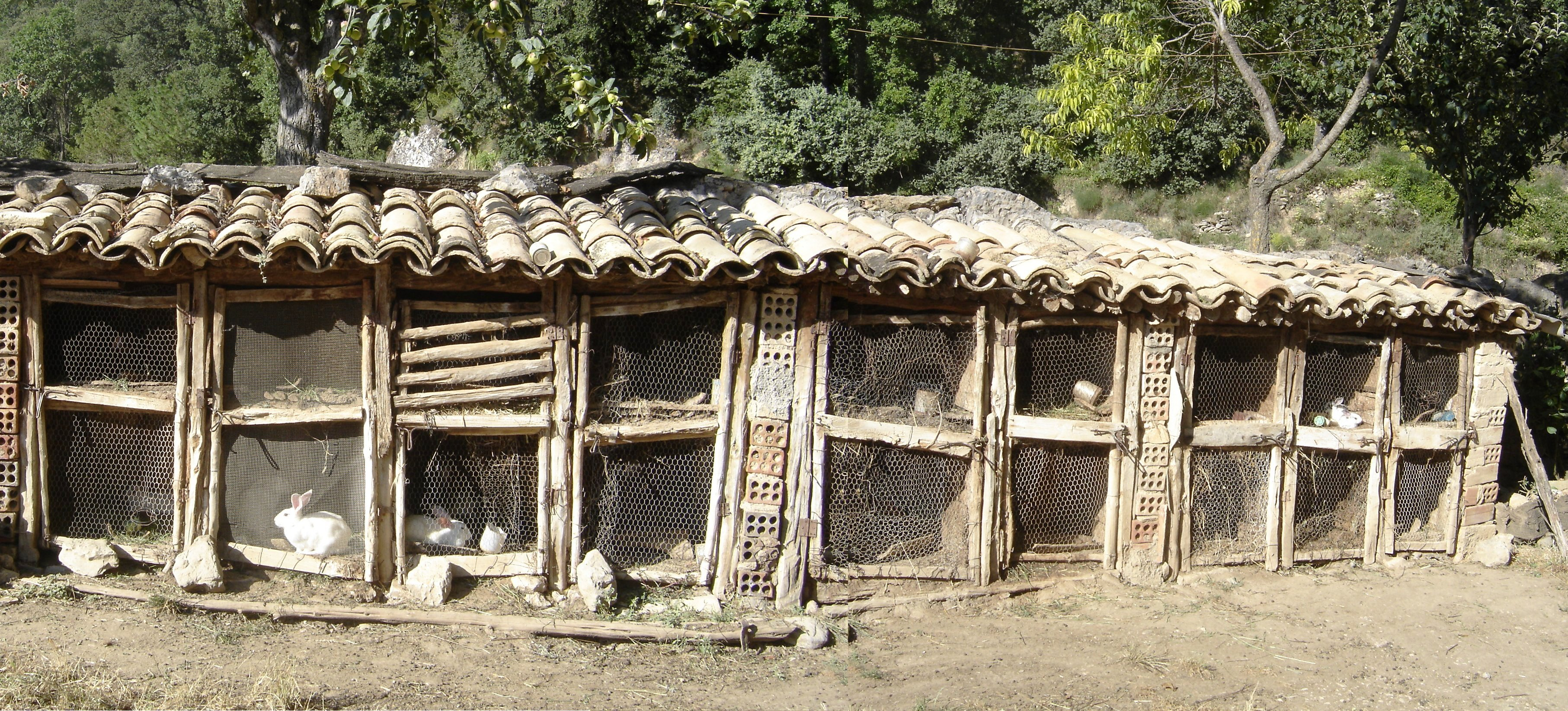
Clapier en Catalogne (Espagne)
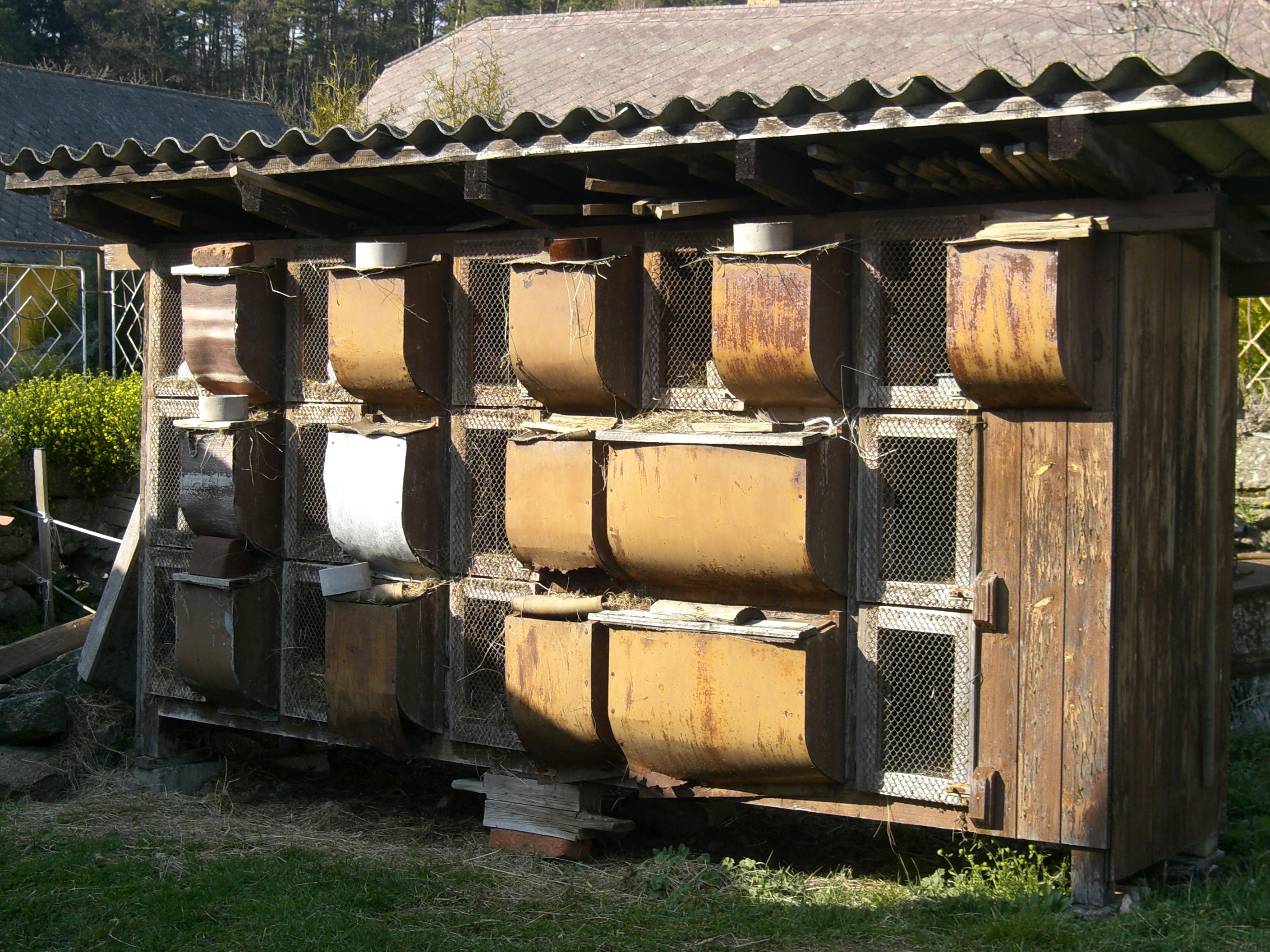
Clapier de ferme tchèque (République tchèque)
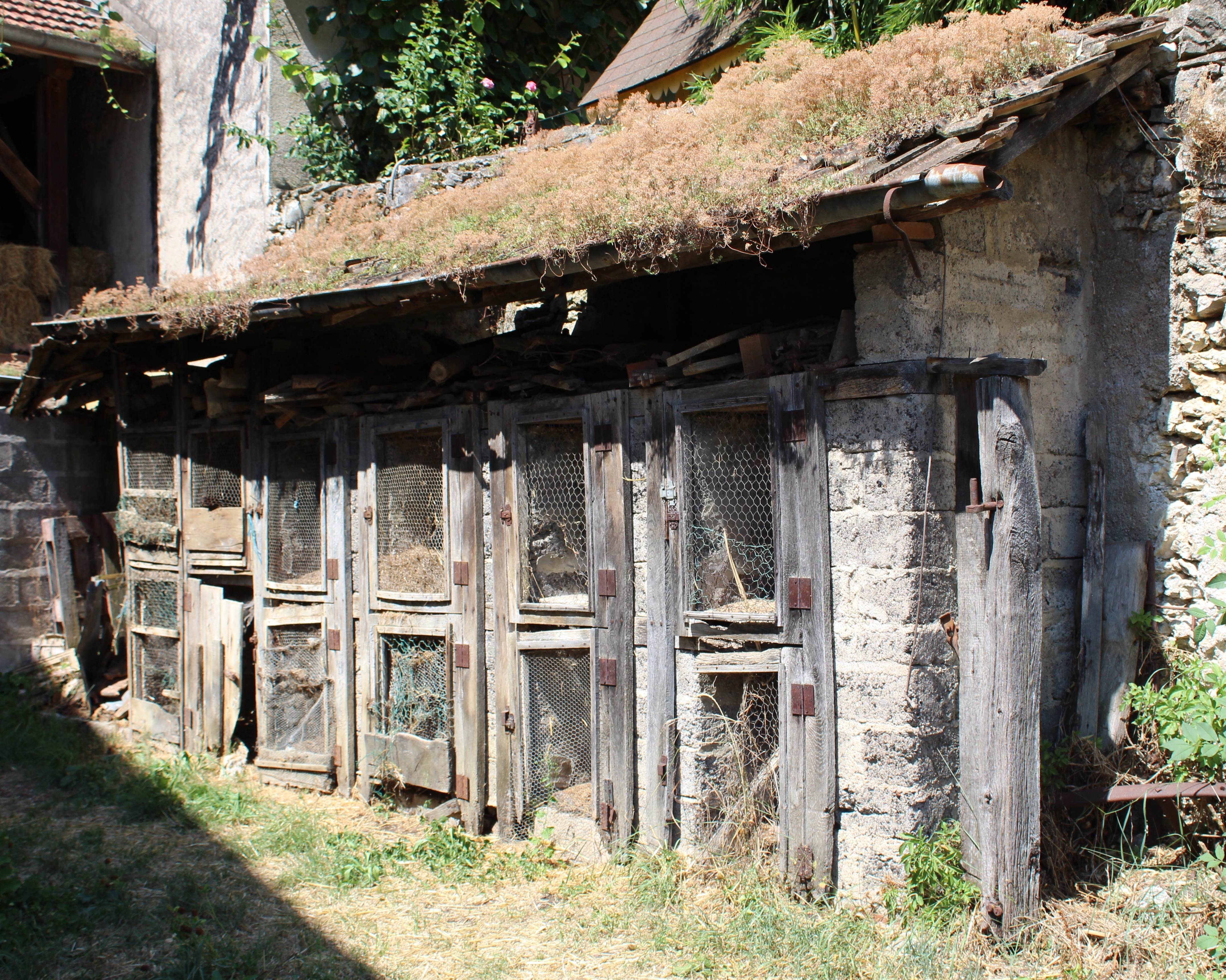
Vieux clapier abandonné à Lieucourt (Haute-Saône -France).
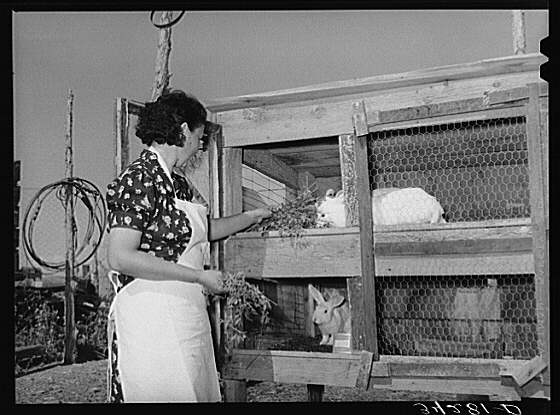
Clapier de ferme américaine (États-Unis)
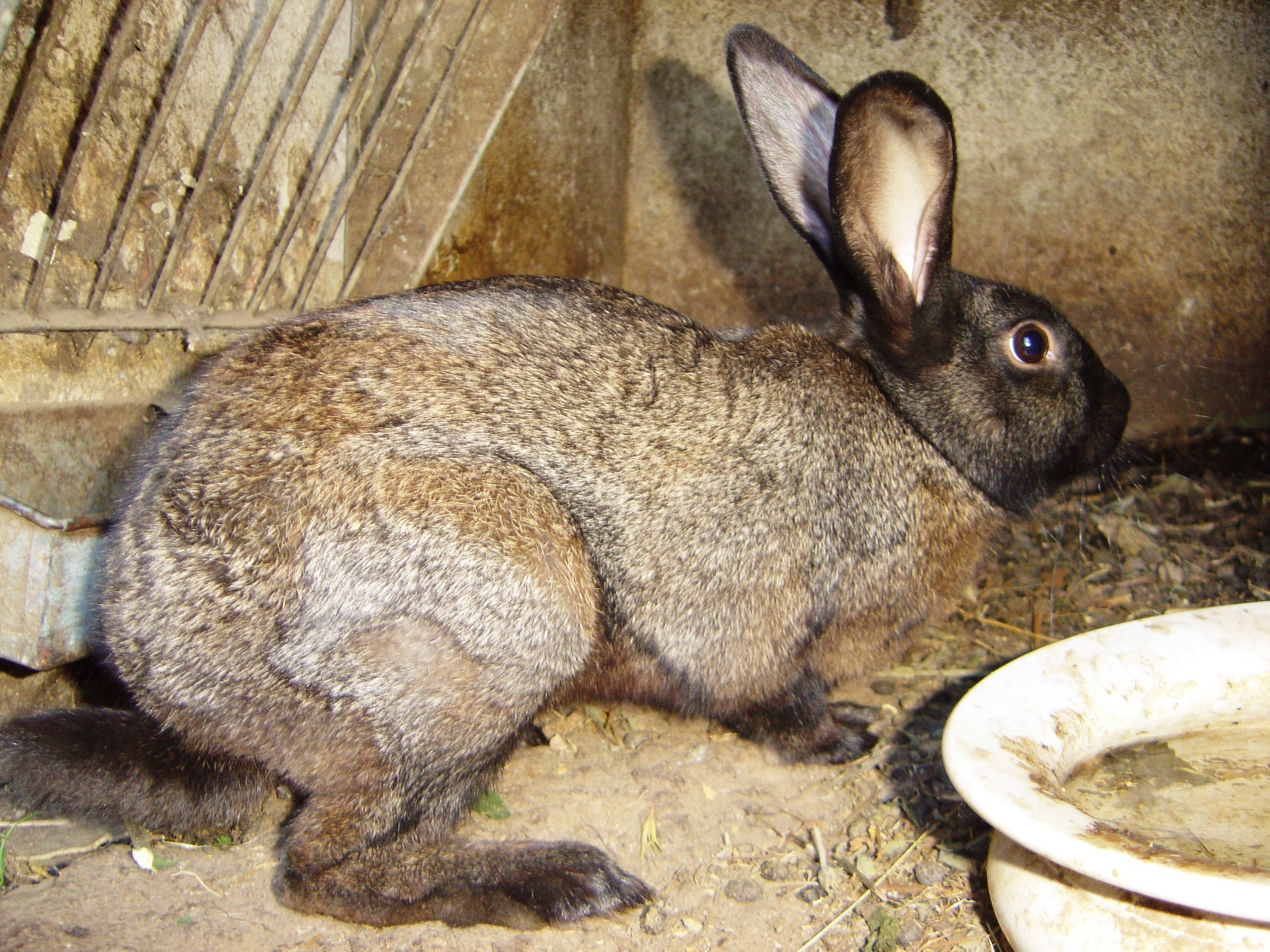
Lapin dans un clapier de béton
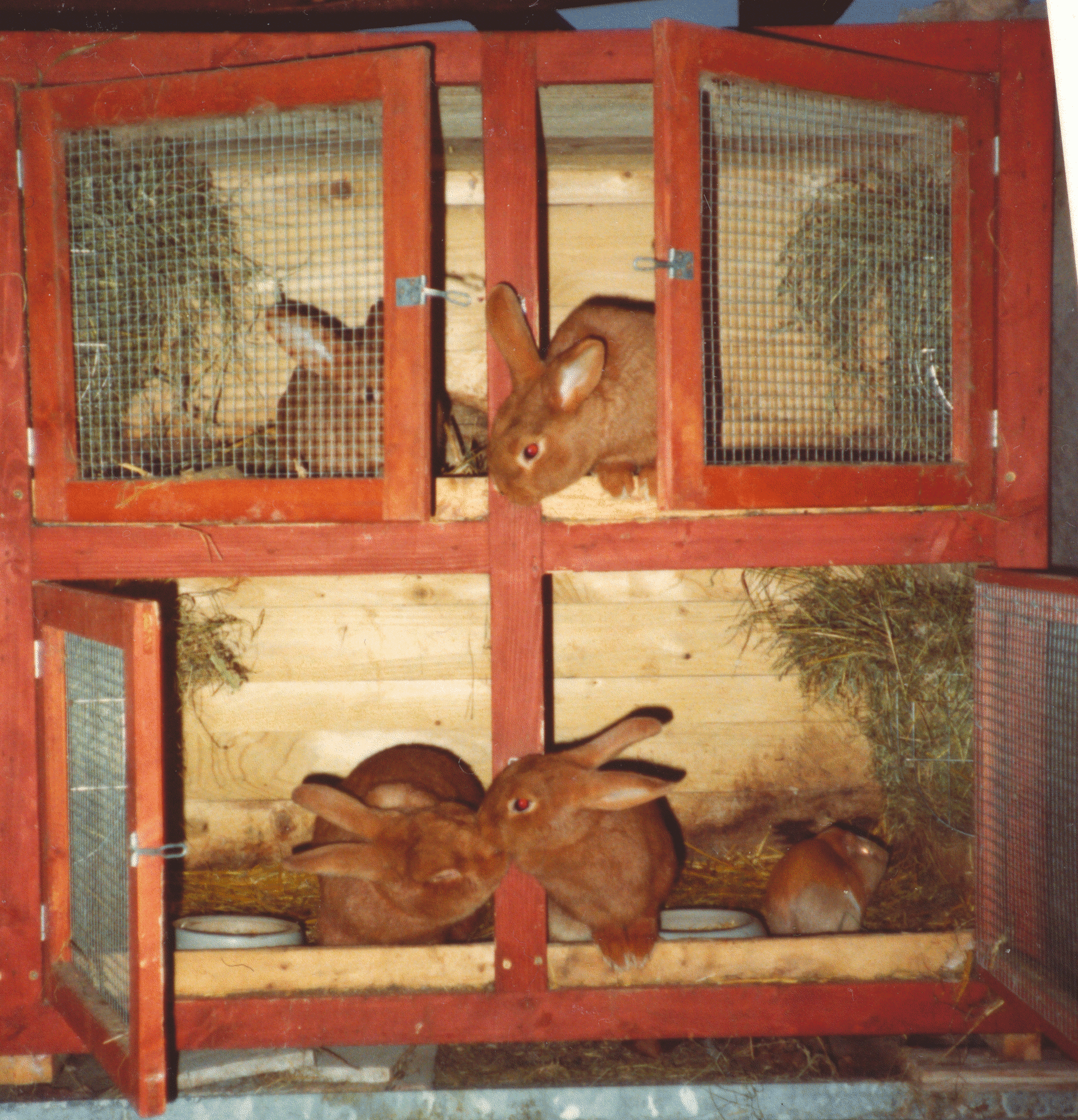
Clapier de bois sur deux étages
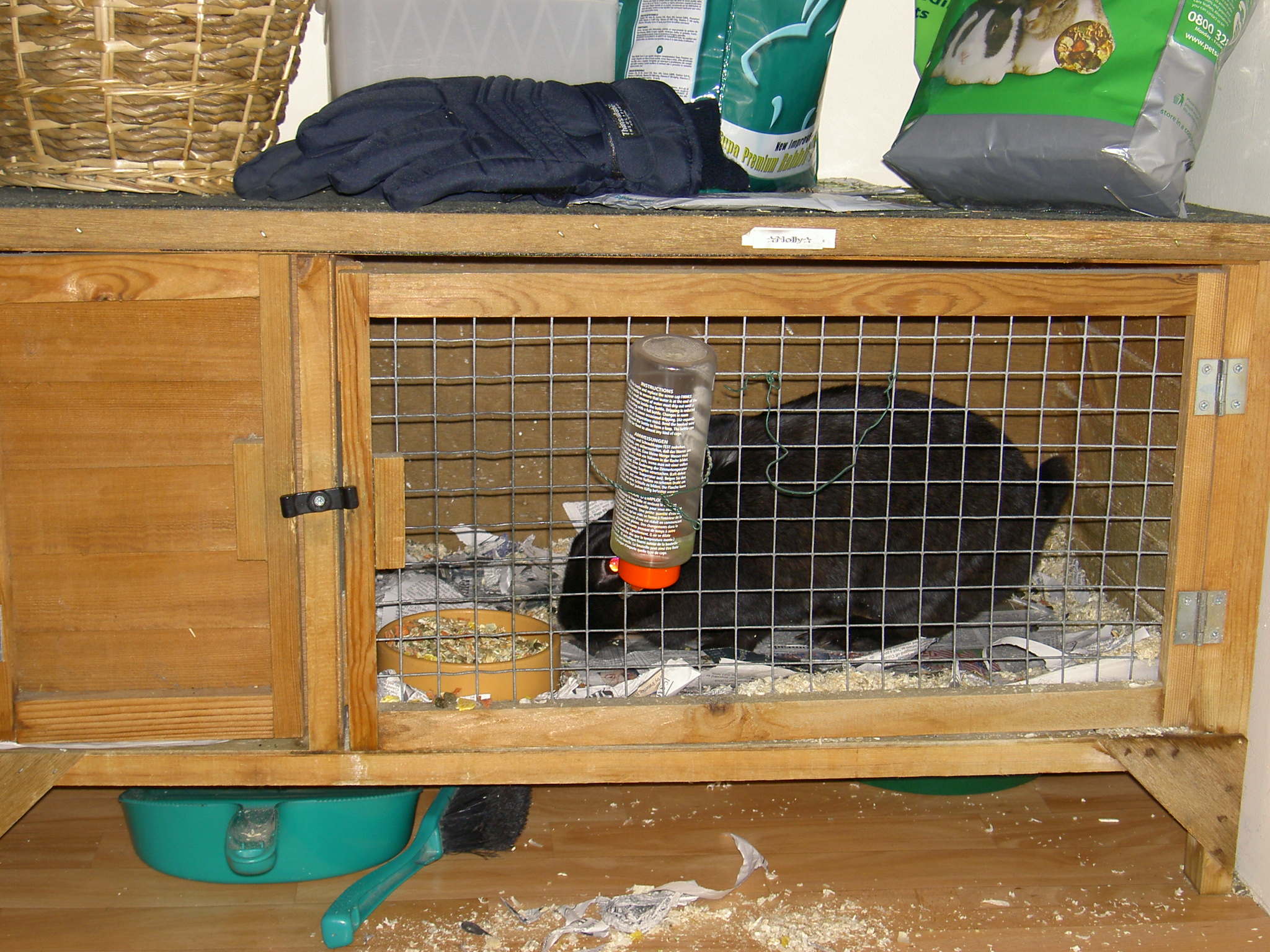
Clapier de bois standard

Progressivement, l'industrialisation de l'élevage du lapin conduit à pratiquer l'élevage en batterie dans des cages au sol grillagé, tandis que les lapins de compagnie bénéficient du confort relatif de cages adaptées aux appartements ou d'enclos de jardin.

Solutions alternatives
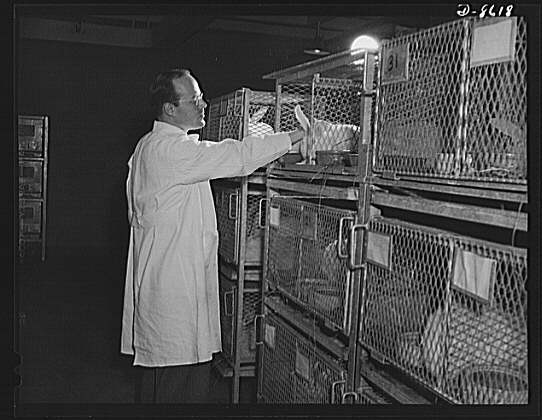
Cages à lapins de laboratoire en 1941 (États-Unis)
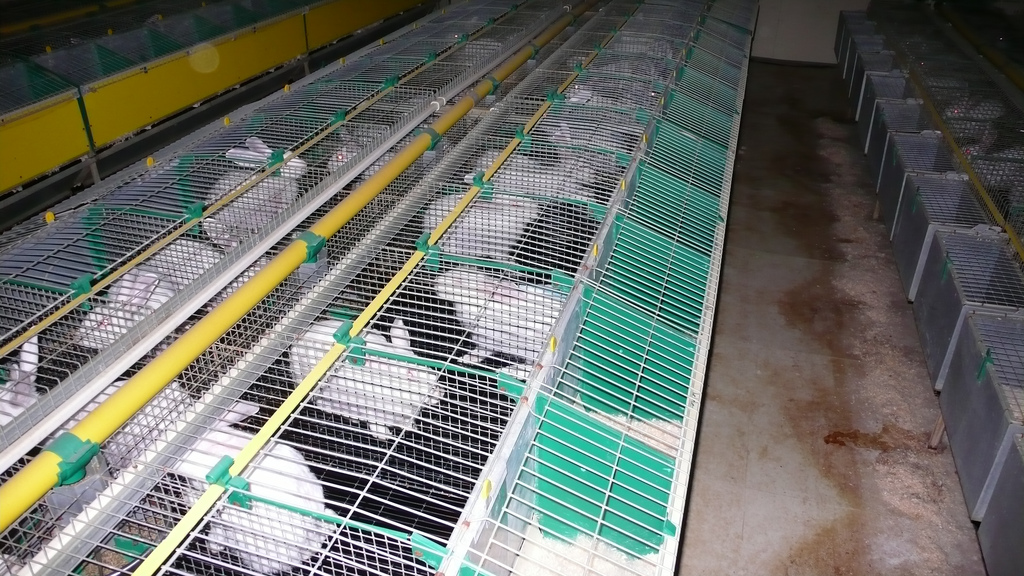
Un élevage au XXIe siècle
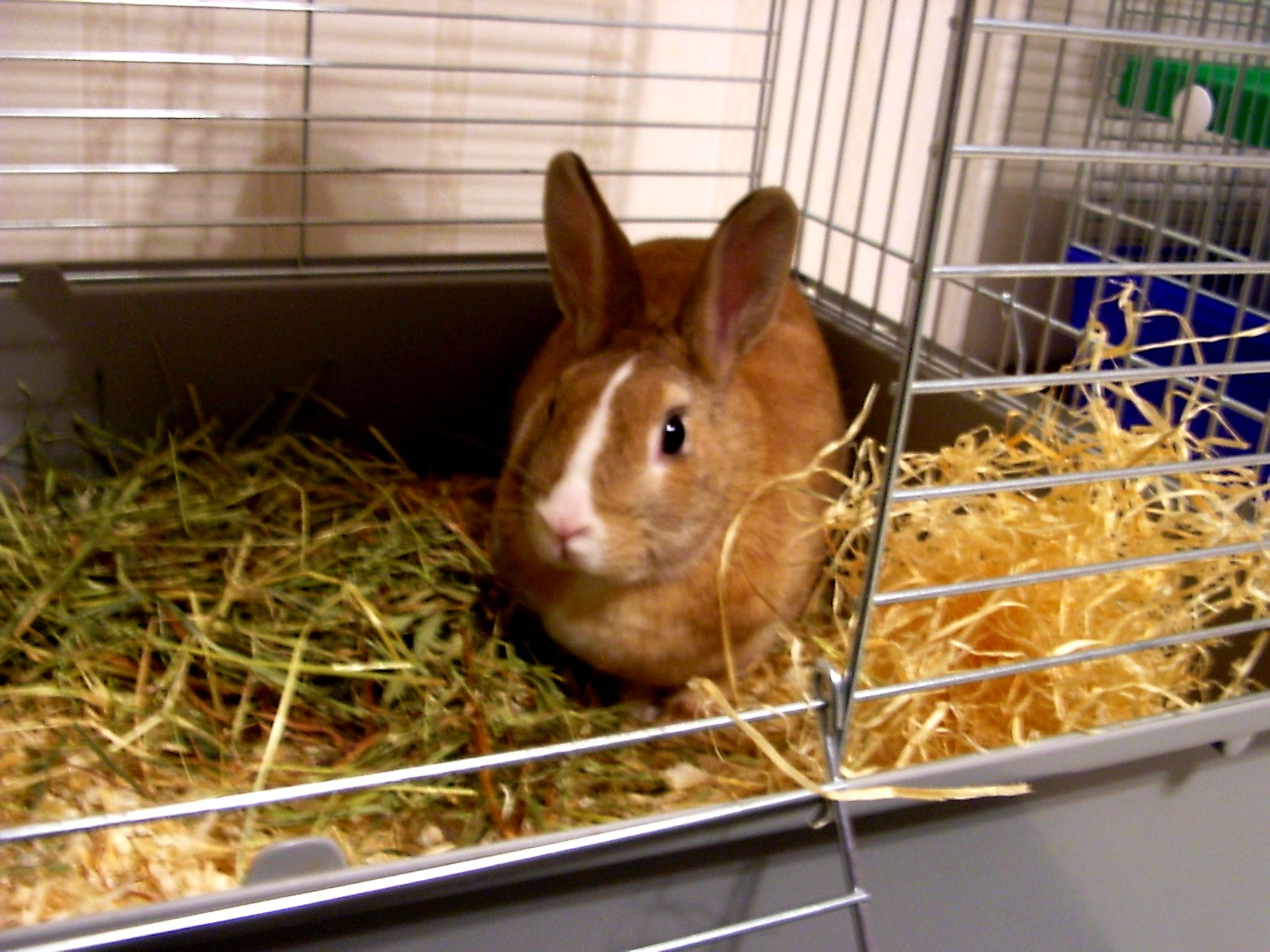
Cage à lapin d'appartement
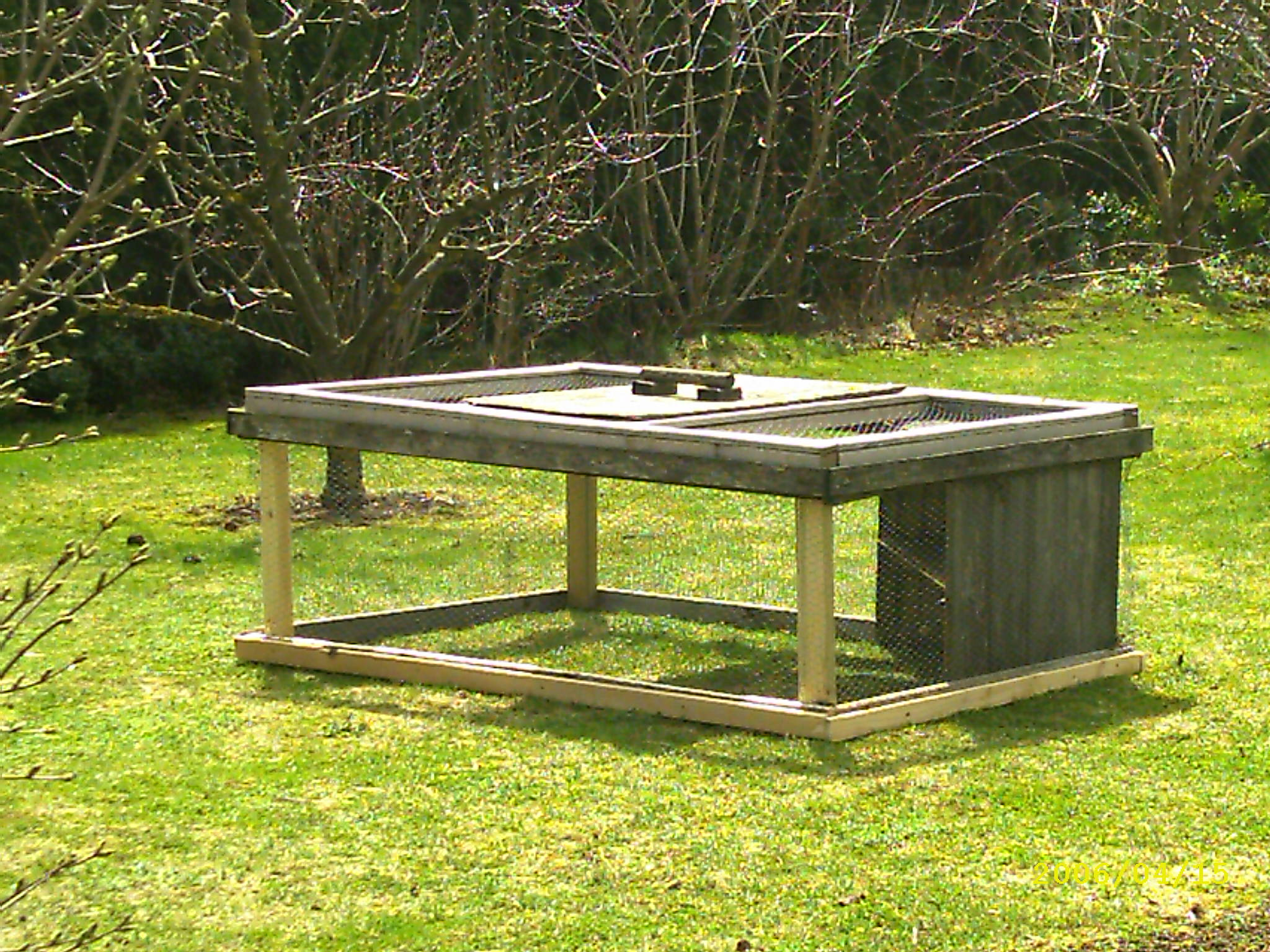
Une mue
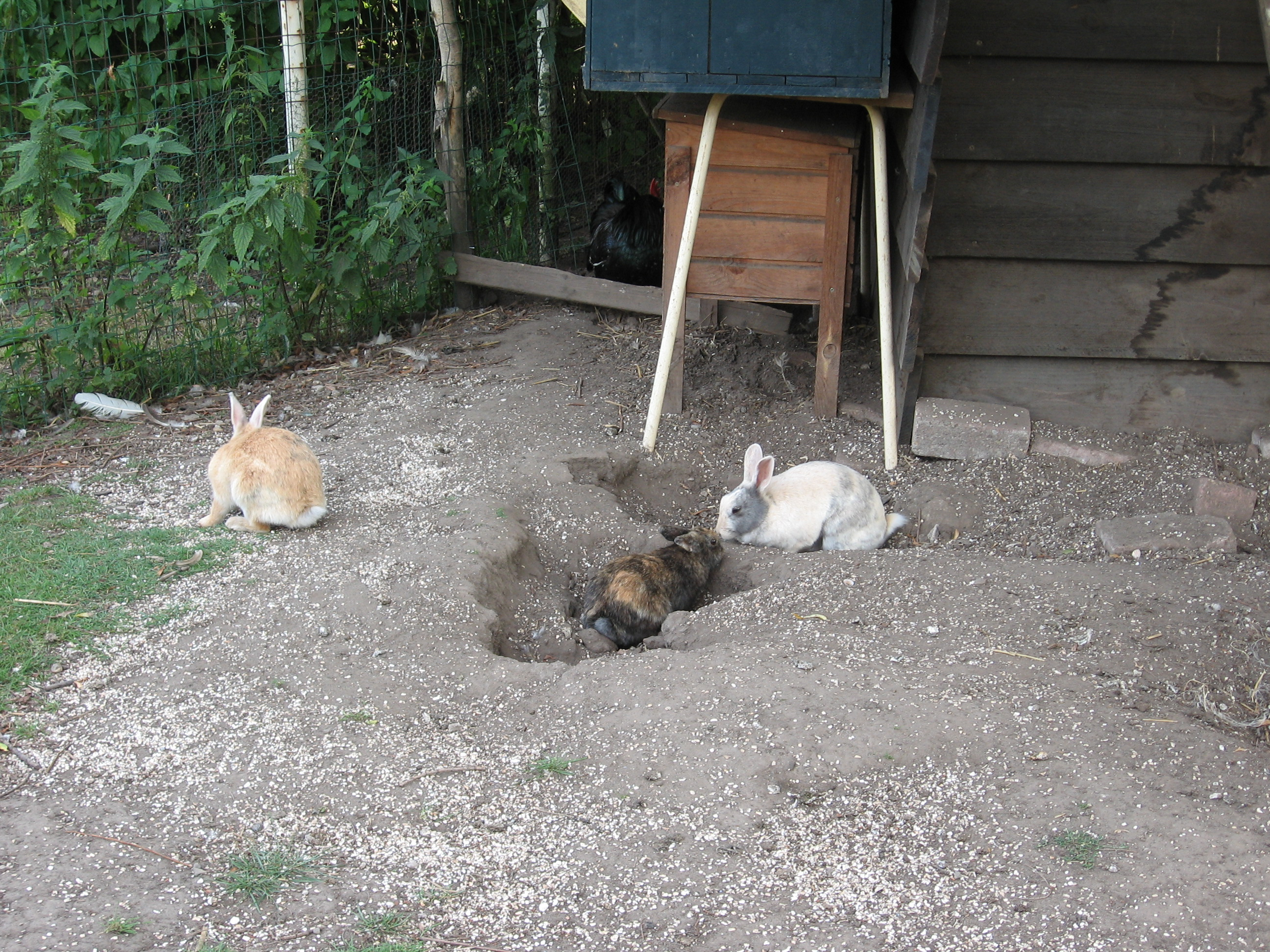
Lapins en semi liberté dans un enclos

## Aspects culturels

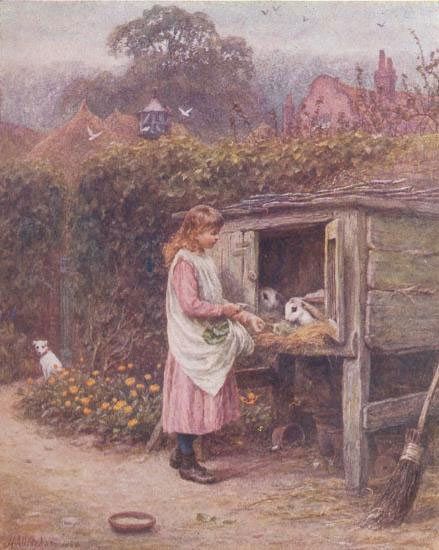
Aquarelle de Helen Allingham représentant un clapier anglais de la fin du XIXe siècle.

Dans le langage courant, l'expression « cage à lapin » est un qualificatif péjoratif pour un appartement dans un grand ensemble. Cette expression est courante depuis au moins les années 1970.
Le château de Clapier est un vignoble des Côtes du Luberon ayant appartenu au marquis de Mirabeau. Son nom vient du lieu-dit Clapier et a pour origine le mot occitan « clapièr », qui veut dire « tas de pierre ». Jamai clapièr a fach bon prat, dit le proverbe (« Jamais clapier n'a fait bon pré »).